# Autumn in New York (jazzstandard)
Autumn in New York is een jazzstandard, die Vernon Duke in 1934 componeerde voor de Broadwaymusical Thumbs Up! die in première ging op  27 december 1934.
Vernon Duke, die gewoonlijk met bekende tekstschrijvers zoals Johnny Mercer en Ira Gershwin samenwerkte, schreef deze keer zelf de tekst. Het lied was ook niet in opdracht voor een show of film gemaakt, maar spontaan ontstaan, in de zomer van 1934 tijdens een verblijf in Westport, toen de componist heimwee kreeg naar New York. Toen Duke hoorde dat de producent van Murray Andersons revue op zoek was naar een lied over de herfst in Manhattan, bood hij zijn compositie aan. Ondanks dat de show al snel werd afgevoerd, werd dit lied een van Vernon Dukes grootste hits. Duke zelf weet dit succes aan de manier waarop het was ontstaan, in een emotionele uitbarsting: "... the song was a genuine emotional outburst and, possibly, this genuineness accounted for its subsequent standard status."
Tal van muzikanten en zangers maakten er in de loop der jaren een opname van. Bekende jazzversies zijn die van Frank Sinatra, Charlie Parker, Billie Holiday, Stan Kenton en Sarah Vaughan. Louis Armstrong en Ella Fitzgerald namen er een duet van op. 